# Riolus subviolaceus
Riolus subviolaceus là một loài bọ cánh cứng trong họ Elmidae. Loài này được Müller miêu tả khoa học năm 1817.